# Karl Martin Plümicke
Karl Martin Plümicke, seltener Carl Martin Plümike, (* 26. März 1749 in Wollin (Pommern); † 6. April 1833 in Dessau) war ein deutscher Bühnenautor.

## Leben
Karl Martin Plümicke besuchte in Berlin die Realschule und danach das Gymnasium in Züllichau. Anschließend studierte er vermutlich Rechtswissenschaften an den Universitäten Frankfurt/Oder und Halle/Saale. 1781 stellte ihn der Magistrat von Breslau als Sekretär ein. Bald darauf wurde er in Berlin als Dramaturg für die Schauspieltruppe von Karl Theophil Döbbelin tätig.
Plümicke reiste ab Oktober 1784 als Reisesekretär in Diensten Herzogs Peter von Kurland durch Deutschland, Italien und die Niederlande. Um 1786 wurde er herzoglich-kurländischer zweiter Regierungsrat in Sagan. Von 1800 bis 1801 wurde er im Zusammenhang mit der Entführung der Prinzessin Jeannette von Kurland durch den Hofrat Arnoldi auf der Festung Spielberg bei Brünn gefangen gehalten. Ab 1804 lebte er als Privatmann in Danzig, Berlin und Magdeburg. Später besuchte er Sankt Petersburg wegen eines Projektes zum Anbau von Runkelrüben. Ab 1808 lebte Plümicke in Dessau, wo er den Titel Regierungsrat führte und eine Pension von der Herzogin von Kurland erhielt. Er reiste zeitweilig als Deklamator und publizierte in Zeitschriften.

## Werk
Aus seinem dramatischen Werk sind vor allem Der Freiheitsspiegel (1803), „ein dramatisches Gemälde aus der neueren Zeitgeschichte in fünf Akten“, und Das Jägermädchen (1804), ein „Gemälde aus der wirklichen Welt in fünf Akten“ nach dem Buch von K. G. Cramer, bekannt. Zuvor hatte er mit Lanassa (1782) eine deutsche Fassung der Tragödie La Veuve du Malabar (1770) Antoine-Marin Lemierres geschrieben. Sie wurde vor allem durch die Schauspielgruppe Böhm populär, die lange Zeit mit dem Stück über Lande zog. Sie verwendete dabei eine Bühnenmusik von Wolfgang Amadeus Mozart, die dieser eigentlich für das Drama Thamos (1773) geschrieben hatte, welches aber beim Publikum durchgefallen war und nicht mehr aufgeführt wurde.
Plümicke bearbeitete auch Stücke anderer Autoren für die Bühne, unter anderem Schillers Räuber und Fiesko und Meißners Johann von Schwaben. Schiller selbst nannte die Bearbeitung seiner Stücke eine „Verhunzung“, von konservativen Kritikern wurde die Bearbeitung gelobt.
Henriette, oder der Husarenraub ist eine Bühnenadaption des 1779 erschienenen und damals sehr populären Briefromans gleichen Namens von Adam Beuvius. Der Roman wurde später von Christoph Martin Wieland, dem das ursprünglich anonym erschienene Buch zugeschrieben wurde, unter dem Titel Henrietta of Gerstenfeld; a German Story ins Englische übertragen.
Plümicke gab 1804 für ein Quartal die wöchentlich erscheinende Schrift Unterhaltung an der Weichsel und Ostsee heraus. Diese wurde 1805 als Theaterblatt fortgesetzt. Vermutlich bis zu seinem Tod verfasste er Rezensionen für die Bibliothek der Philosophie und Litteratur, die in Frankfurt (Oder) erschien.

## Werke (Auswahl)
- Der Volontär, Lustspiel in einem Aufzuge, 1775
- Miß Jenny Warton oder Gerechtigkeit und Großmuth, Lustspiel in drei Aufzügen, 1775
- Henriette, oder der Husarenraub (auch Jette, oder...), Schauspiel in fünf Akten, 1780
- Entwurf einer Theatergeschichte von Berlin, 1781
- Robert und Hannchen oder Die hat der Teufel geholt (ursprünglich  Der Wunsch mancher Mädchen), komisches Singspiel in zwei Akten, 1781
- Lanassa, Trauerspiel in fünf Akten, 1782
- Der Besuch nach dem Tode, Schauspiel in drei Akten, 1783
- Briefe auf einer Reise durch Deutschland im Jahr 1791 zu Beförderung der National-Industrie und des Nahrungsstandes. Vornehmlich in Beziehung auf Manufaktur- Kunst- und Oekonomie-Gegenstände., 1793
- Fragmente, Skizzen und Situationen auf einer Reise durch Italien, 1795
- Der Freiheitsspiegel: ein dramatisches Gemählde aus der neueren Zeitgeschichte, Drama in fünf Akten, 1803
- Das Jägermädchen, 1804